# Pristimantis altamazonicus
Pristimantis altamazonicus es una especie de anfibio anuro de la familia Craugastoridae. Se distribuye por Brasil, Colombia, Ecuador, Perú y posiblemente Bolivia. Su hábitat natural son los bosques húmedos subtropicales o tropicales de tierras bajas.